# La Villeneuve-au-Châtelot
Pour les articles homonymes, voir Villeneuve.
La Villeneuve-au-Châtelot est une commune française située dans le département de l'Aube en région Grand Est.

## Géographie

### Situation
Le département de la Marne est à 1,1 km à l'ouest de la commune.

### Description
La commune s'allonge sur 4,8 km dans le sens nord-sud, pour seulement 1,5 km à la hauteur du bourg - là où elle est traversée par la route départementale D40. Le bourg est à  5 km au nord de la D619 reliant Nogent-sur-Seine (au sud-ouest) à Romilly-sur-Seine (au sud-est).

### Communes limitrophes
Cinq communes sont limitrophes de celle de la Villeneuve-au-Châtelot :

### Environs
La centrale nucléaire de Nogent-sur-Seine est à 8 km au sud-ouest.

### Hydrographie

#### Réseau hydrographique
La commune est dans la région hydrographique « la Seine de sa source au confluent de l'Oise (exclu) » au sein du bassin Seine-Normandie. La partie sud de la commune est sillonnée par un réseau assez dense de petits cours d'eau, tandis que le nord est nettement plus sec. Elle est drainée par différents bras de Pontagis, le Fossé 01 de Sausseron, le canal 01 de la Croix-Saint-André, le Fossé 01 de la Croix Saint-Roch, le Fossé 01 de l'Essart et divers autres petits cours d'eau,.

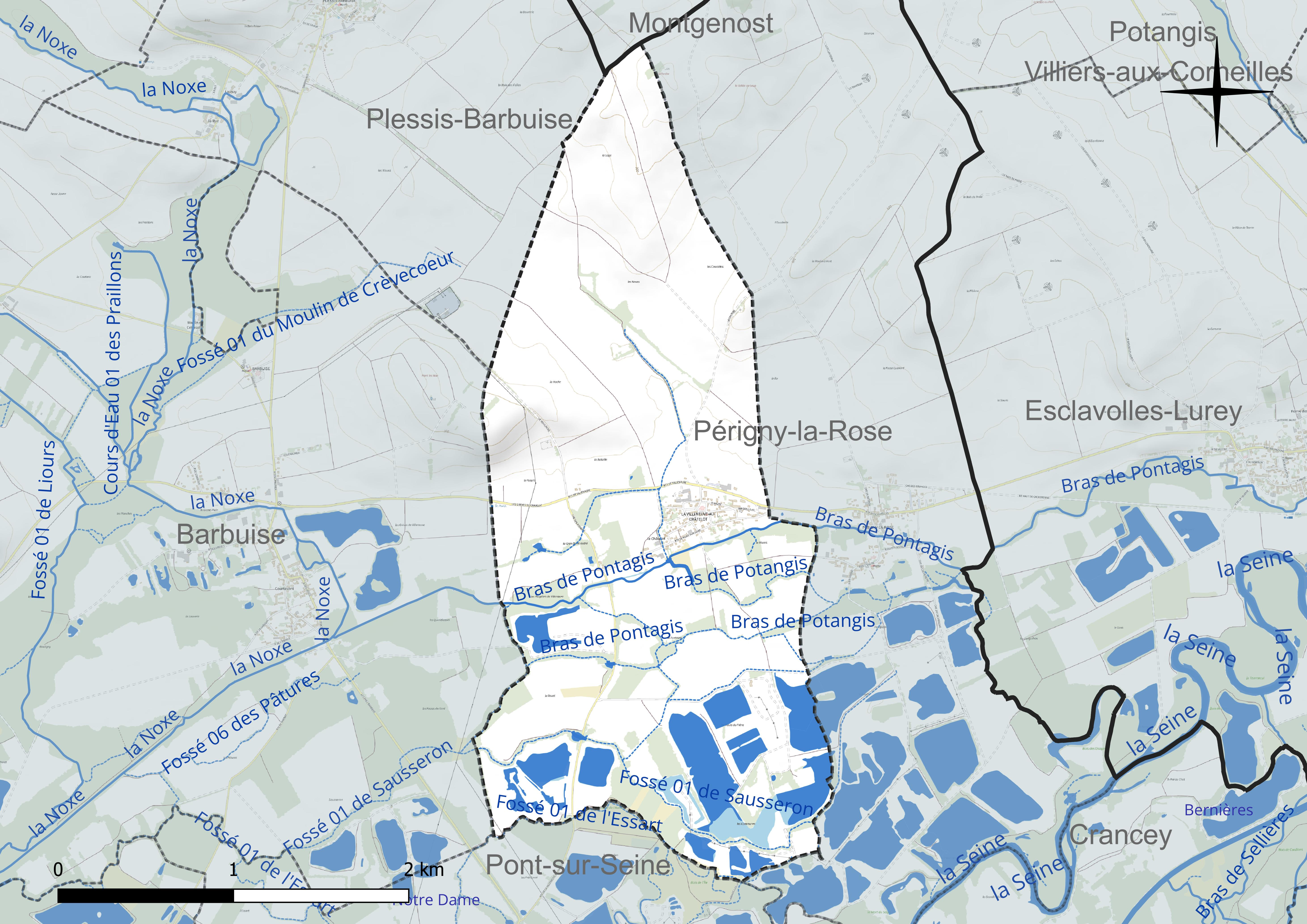
Réseau hydrographique de la Villeneuve-au-Châtelot.

#### Gestion et qualité des eaux
Le territoire communal est couvert par le schéma d'aménagement et de gestion des eaux (SAGE) « Bassée Voulzie ». Ce document de planification concerne le territoire du bassin versant de l'Armançon qui s’étend sur 1 710 km2 et se répartit sur trois départements (l'Aube, l'Yonne et la Marne). Le périmètre a été arrêté le 2 septembre 2016, le diagnostic a été validé le 29 novembre 2022. La structure porteuse de l'élaboration et de la mise en œuvre est le Syndicat mixte ouvert de l’eau potable, de l’assainissement collectif, de l’assainissement non collectif, des milieux aquatiques et de la démoustication (SDDEA), dont le siège est à Troyes.
La qualité des cours d’eau peut être consultée sur un site dédié géré par les agences de l’eau et l’Agence française pour la biodiversité.

### Climat
Pour des articles plus généraux, voir Climat du Grand Est et Climat de l'Aube.
En 2010, le climat de la commune est de type climat océanique dégradé des plaines du Centre et du Nord, selon une étude du Centre national de la recherche scientifique s'appuyant sur une série de données couvrant la période 1971-2000. En 2020, Météo-France publie une typologie des climats de la France métropolitaine dans laquelle la commune est exposée à un climat océanique altéré et est dans la région climatique Nord-est du bassin Parisien, caractérisée par un ensoleillement médiocre, une pluviométrie moyenne régulièrement répartie au cours de l’année et un hiver froid (3 °C).
Pour la période 1971-2000, la température annuelle moyenne est de 10,7 °C, avec une amplitude thermique annuelle de 15,7 °C. Le cumul annuel moyen de précipitations est de 701 mm, avec 11,6 jours de précipitations en janvier et 7,6 jours en juillet. Pour la période 1991-2020, la température moyenne annuelle observée sur la station météorologique de Météo-France la plus proche, « Romilly », sur la commune de Romilly-sur-Seine à 9 km à vol d'oiseau, est de 11,2 °C et le cumul annuel moyen de précipitations est de 619,5 mm. 
La température maximale relevée sur cette station est de 42,3 °C, atteinte le 25 juillet 2019 ; la température minimale est de −25,2 °C, atteinte le 6 janvier 1971,,.
Les paramètres climatiques de la commune ont été estimés pour le milieu du siècle (2041-2070) selon différents scénarios d'émission de gaz à effet de serre à partir des nouvelles projections climatiques de référence DRIAS-2020. Ils sont consultables sur un site dédié publié par Météo-France en novembre 2022.

## Urbanisme

### Typologie
Au 1er janvier 2024, La Villeneuve-au-Châtelot est catégorisée commune rurale à habitat dispersé, selon la nouvelle grille communale de densité à 7 niveaux définie par l'Insee en 2022.
Elle est située hors unité urbaine. Par ailleurs la commune fait partie de l'aire d'attraction de Romilly-sur-Seine, dont elle est une commune de la couronne,. Cette aire, qui regroupe 26 communes, est catégorisée dans les aires de moins de 50 000 habitants,.

### Occupation des sols
L'occupation des sols de la commune, telle qu'elle ressort de la base de données européenne d’occupation biophysique des sols Corine Land Cover (CLC), est marquée par l'importance des territoires agricoles (79,7 % en 2018), en diminution par rapport à 1990 (93,5 %). La répartition détaillée en 2018 est la suivante : 
terres arables (48,1 %), prairies (23,1 %), mines, décharges et chantiers (11,4 %), zones agricoles hétérogènes (8,6 %), forêts (3,6 %), zones urbanisées (3,1 %), eaux continentales (2,2 %). L'évolution de l’occupation des sols de la commune et de ses infrastructures peut être observée sur les différentes représentations cartographiques du territoire : la carte de Cassini (XVIIIe siècle), la carte d'état-major (1820-1866) et les cartes ou photos aériennes de l'IGN pour la période actuelle (1950 à aujourd'hui).

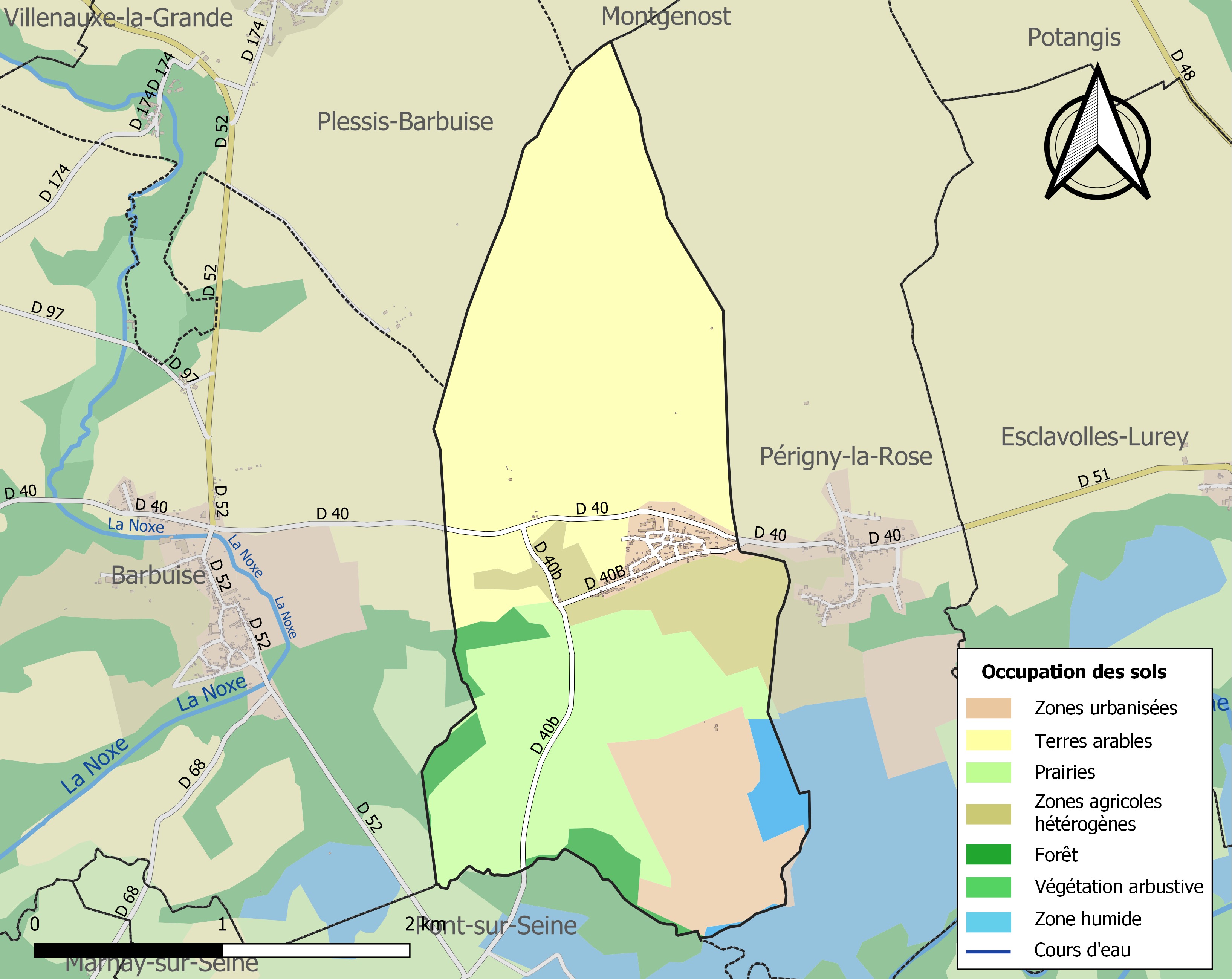
Carte des infrastructures et de l'occupation des sols de la commune en 2018 (CLC).

## Histoire
Les environs du bourg ont été occupés au Néolithique, à l'âge du bronze et à l'époque celtique.
Sur la sablière du lieu-dit les Communes et la pièce des Quarante a été mise au jour une présence néolithique avec une enceinte de grande ampleur ; la date d'abattage des deux cents poteaux de chêne retrouvés se situe vers 3230 av. J.-C.[réf. nécessaire]
Deux autres sites archéologiques, le sanctuaire des Grèves et un important atelier de potiers, témoignent de la continuité de l'activité sur la commune à l'époque protohistorique et gallo-romaine.

## Politique et administration
| Période                                  | Période  | Identité            | Étiquette | Qualité |
| ---------------------------------------- | -------- | ------------------- | --------- | ------- |
| mars 2001                                | 2004     | Jean-Pierre Perrier |           |         |
| 2004                                     | 2014     | Claude Gandon       |           |         |
| 2014                                     | En cours | Frédéric Lenouvel   | DVD       | Employé |
| Les données manquantes sont à compléter. |          |                     |           |         |

## Démographie
L'évolution du nombre d'habitants est connue à travers les recensements de la population effectués dans la commune depuis 1793. Pour les communes de moins de 10 000 habitants, une enquête de recensement portant sur toute la population est réalisée tous les cinq ans, les populations de référence des années intermédiaires étant quant à elles estimées par interpolation ou extrapolation. Pour la commune, le premier recensement exhaustif entrant dans le cadre du nouveau dispositif a été réalisé en 2004.

En 2022, la commune comptait 148 habitants, en évolution de +2,07 % par rapport à 2016 (Aube : +0,7 %, France hors Mayotte : +2,11 %).
| 1793 | 1800 | 1806 | 1821 | 1831 | 1836 | 1841 | 1846 | 1851 |
| ---- | ---- | ---- | ---- | ---- | ---- | ---- | ---- | ---- |
| 206  | 227  | 236  | 209  | 206  | 226  | 222  | 236  | 222  |

| 1856 | 1861 | 1866 | 1872 | 1876 | 1881 | 1886 | 1891 | 1896 |
| ---- | ---- | ---- | ---- | ---- | ---- | ---- | ---- | ---- |
| 253  | 240  | 243  | 224  | 229  | 212  | 189  | 202  | 187  |

| 1901 | 1906 | 1911 | 1921 | 1926 | 1931 | 1936 | 1946 | 1954 |
| ---- | ---- | ---- | ---- | ---- | ---- | ---- | ---- | ---- |
| 169  | 172  | 159  | 129  | 143  | 145  | 162  | 146  | 147  |

| 1962 | 1968 | 1975 | 1982 | 1990 | 1999 | 2004 | 2006 | 2009 |
| ---- | ---- | ---- | ---- | ---- | ---- | ---- | ---- | ---- |
| 168  | 152  | 110  | 121  | 146  | 145  | 126  | 119  | 143  |

| 2014 | 2019 | 2022 | - | - | - | - | - | - |
| ---- | ---- | ---- | - | - | - | - | - | - |
| 142  | 148  | 148  | - | - | - | - | - | - |

## Lieux et monuments

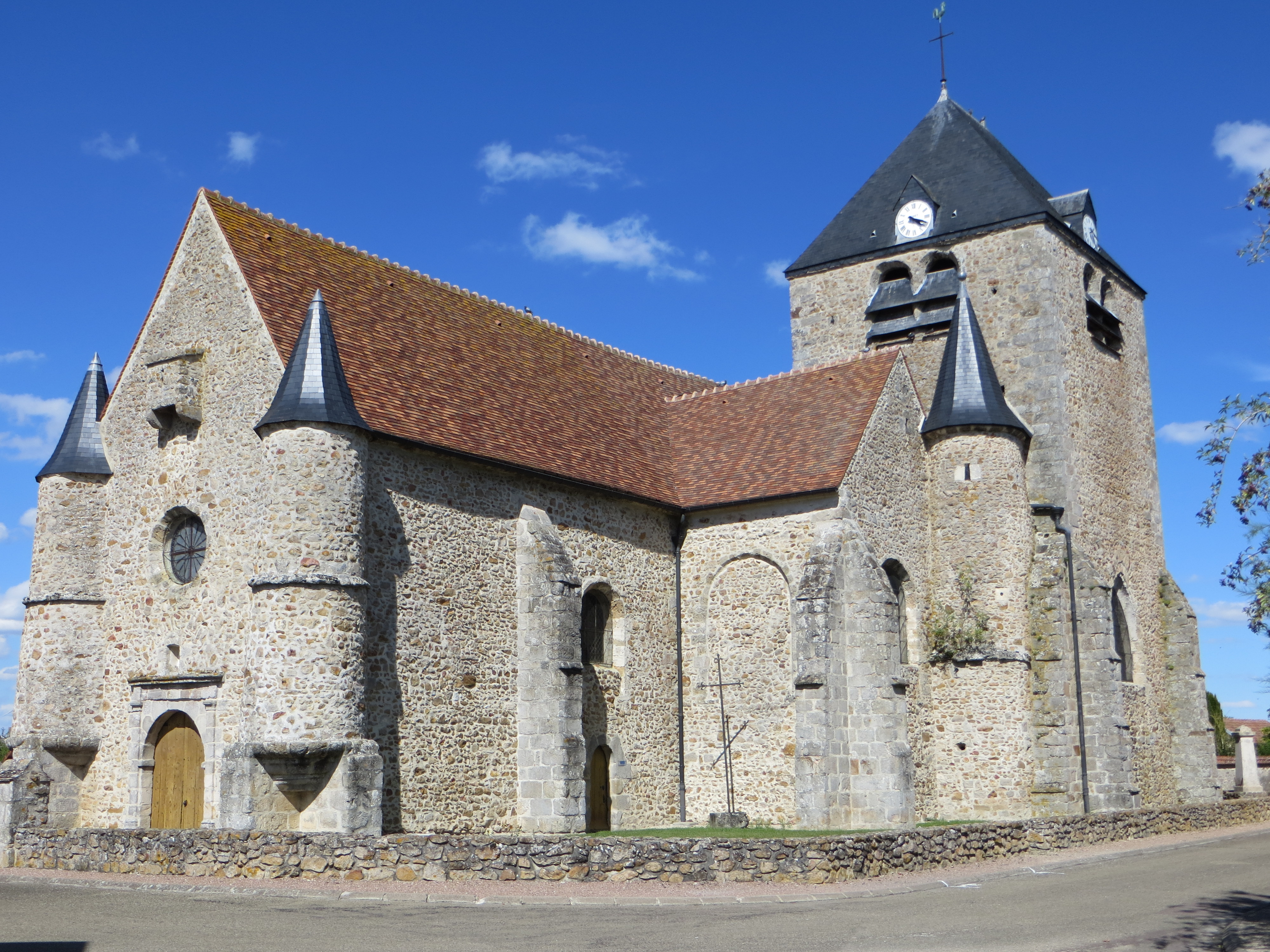
Église de l'Assomption-de-la-Vierge.

- Église de l'Assomption-de-la-Vierge de La Villeneuve-au-Châtelot.

## Héraldique
| Blason de La Villeneuve-au-Châtelot | Blason  | Coupé: au 1er d'azur à deux haches affrontées d'argent, emmanchées de gueules et posées en barre à dextre et en bande à senestre, au 2e d'argent à la poterie de sinople; le tout enfermé dans une bordure crénelée d'or. |
| Blason de La Villeneuve-au-Châtelot | Détails | Le statut officiel du blason reste à déterminer. |